# 季菲納河
57°45′40″N 35°45′13″E / 57.76111°N 35.75361°E

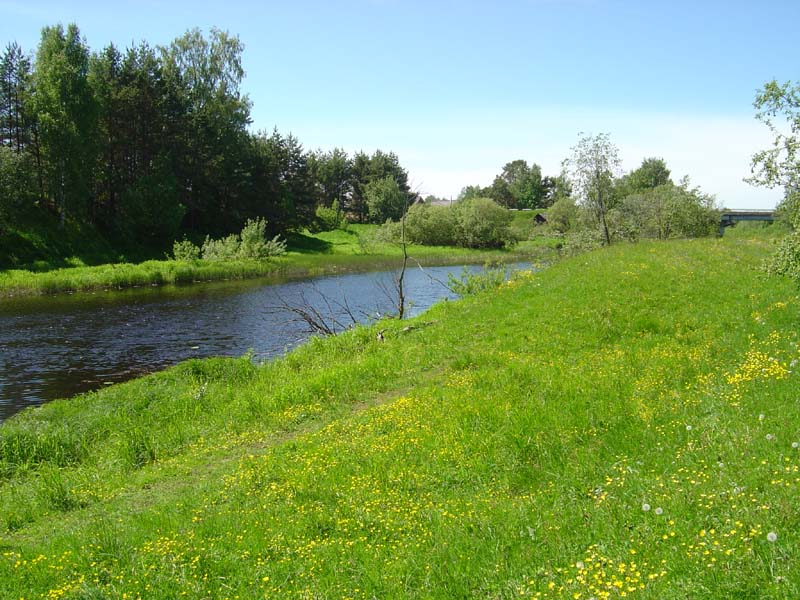

季菲納河（俄语：Тифина），是俄羅斯的河流，位於該國西部特維爾州，屬於沃爾奇納河的右支流，河道全長128公里，流域面積1,180平方公里，在每年十一月中至四月初結冰。